# Hydroporus kozlovskii
Hydroporus kozlovskii là một loài bọ cánh cứng trong họ Bọ nước. Loài này được Zaitzev miêu tả khoa học năm 1927.